# Ponte Presidente Costa e Silva (Natal)
A ponte Presidente Costa e Silva (mais conhecida como ponte de Igapó) é uma ponte pênsil simples sustentada por vãos de ferro e concreto armado, localizada na cidade de Natal, capital do estado brasileiro Rio Grande do Norte. A finalidade da ponte é ligar a Zona Norte de Natal ao restante da cidade, passando pelo Rio Potengi que corta a cidade.
Foram construídas duas pontes; a primeira foi construída em 1912, concluída em 1914 e inaugurada em 20 de abril de 1916 e era totalmente de ferro e só possuía duas vias em sentidos opostos, mais a linha férrea. Sua função era a de permitir a passagem dos trens da Estrada de Ferro Central, facilitando o transporte entre a Capital e o interior do Rio Grande do Norte, que até então só era possível transpondo-se o Rio Potengi por meio de embarcações. 
Hoje, além da nova Ponte Newton Navarro, a estrutura metálica é um símbolo e cartão postal informal da Zona Norte. Entretanto, a estrutura de ferro continua abandonada e enferrujada.

## Construção
Construída durante o governo do Des. Ferreira Chaves, possuía uma extensão que totalizava 520 metros, com nove vãos de 50 metros e um de 70. Devido ao crescimento urbano da Zona Norte e o alto tráfego de fluxo de carros indo para aquela zona, a estrutura metálica foi deixada de lado, e ao lado dela, foi construída uma segunda ponte de concreto com sustentações de concreto e ferro. Essa segunda ponte foi construída em 1970.
Em 1988 foi construída pela Ecocil a terceira ponte, juntando com a segunda, formando uma ponte só, com 606 metros de extensão e quatro vias, mais uma via férrea. A estrutura metálica foi comprada por uma empresa privada, porém, devido ao custo-benefício insatisfatório, algumas partes da estrutura metálica foram deixadas.

## Requalificação
Em 2023 a avenida Felizardo Moura, que se estende até ponte do Igapó, começou a passar por uma reforma a fim de ampliar o número de faixas de tráfego, de duas para três, a fim de melhorar o trânsito da região nos horários de pico.